# Спортивно-развлекательный центр (Молодечно)
«Спортивно-развлекательный центр "Олимпик-2011» (полное название — «Многопрофильный спортивно-развлекательный центр г. Молодечно») — спортивно-развлекательный комплекс в беларуском городе Молодечно, размешчаны на ул. Вялики Гасцинец, 102. Состоит из нескольких объектов: многопрофильной спортивно-развлекательной арены вместимостью 2200 зрителей, бассейна, теннисного корта, аквапарка. Официальное открытие арены состоялось 21 октября 2011 года в рамках «Дожинки-2011» в городе Молодечно.

## Архитектура
Архитекторами комплекса являются А.Шафранович и Э.Длугунович. Комплекс будынку выкананы в бело-жёлтой цветовой гамме. Помимо самой ледовой коробки, здание состоит из множества помещений для культурных, спортивных и развлекательных назначений. На арочном главном фасаде, этажи которого каскадом нависают одна над одной, витражным остеклением выделена зона фойе.